# System 80
Le System 80 est un réacteur à eau pressurisée conçu par Combustion Engineering. Trois réacteurs System 80 ont été construits à la centrale nucléaire de Palo Verde.

## Système 80+
Une version améliorée du réacteur a été conçue avec un « + » à la fin du nom. Cette version est une conception évolutive du réacteur, des modifications ayant été apportées pour améliorer les coûts et la sécurité.
En 1993, le System 80+ était considéré par les membres de l'American Nuclear Society comme le « premier » brûleur de plutonium de qualité militaire, car la conception du réacteur lui permet de traiter un inventaire complet de plutonium MOX. Après la fin de la guerre froide, il restait encore 100 tonnes de plutonium de qualité militaire en surplus et le System 80+ a été désigné comme étant le meilleur moyen disponible de le « dénaturer » pour empêcher son utilisation dans les conceptions de bombes typiques, le processus de combustion/fission du System 80+ produisant un plutonium de résidu de réaction.
La conception du System 80+ a servi au développement du réacteur coréen OPR-1000 et plus tard à l'APR1400.
Ses caractéristiques ont également été utilisées pour la conception de l'AP1000.
Le System 80+ a été certifié par l'Autorité de sureté nucléaire américaine (NRC) pour le marché américain, mais Westinghouse cessa toutes promotions du réacteur pour les ventes domestiques avant la faillite de l'entreprise américaine.[réf. nécessaire]